# هيلموت شتيف
هيلموت شتيف (6 يونيو 1901 - 8 أغسطس 1944) كان جنرالًا ألمانيًا وعضوًا في القيادة العليا للجيوش الألمانية (مقر الجيش الألماني) خلال الحرب العالمية الثانية. شارك في محاولات المقاومة الألمانية لاغتيال أدولف هتلر يومي 7 و20 يوليو 1944.

## مقاتل المقاومة

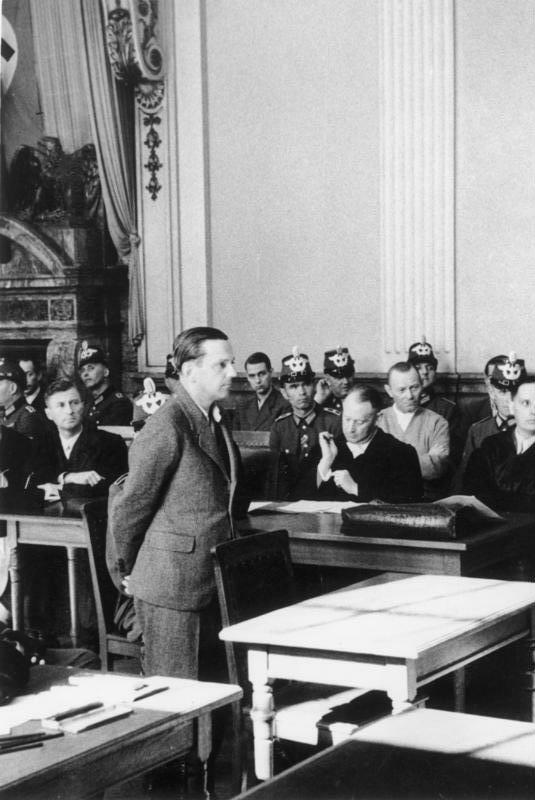
هيلموت ستييف قيد المحاكمة أمام محكمة الشعب في 7 أغسطس / آب، قبل يوم من شنقه.

بدعوة من الجنرال هينينج فون تريسكو، انضم إلى المقاومة الألمانية في صيف عام 1943. الاستفادة من كونه مسؤولا عن Organisationsabteilung، حصل على جميع أنواع المتفجرات واحتفظ بها، بما في ذلك بعض المتفجرات الأجنبية. قدم المتفجرات لمحاولة اغتيال فون ديم بوش لهتلر في وكر الذئب التي ألغيت.

## روابط خارجية
- هيلموت ستيف على موقع مونزينجر (الألمانية)

- السيرة الذاتية GDW
- باللغة الألمانية سيرة الأبرشية البروتستانتية شارلوتنبورغ-نورد